# Львівський палеозойський прогин
Львівський палеозойський прогин – геологічна структура на Західній Україні у межах Волинської, Львівської, Івано-Франківської, Чернівецької та Тернопільської областей. 

## Склад
Складений породами кристалічного фундаменту, який занурюється в зах. напрямі на 160 – 7000 м. Дислоковані відклади рифею-венду (пісковики, аргіліти, базальти, туфи загальною потужністю 1000 – 1200 м), нижнього палеозою (пісковики, аргіліти, вапняки; до 2000 м), девону (вапняки, пісковики, мергелі; до 1700 м), карбону (пісковики, аргіліти, вугілля кам’яне; до 1200 м). В палеозойській товщі прогину виділяють зону дислокацій, що перекриває давніші (байкальські) структури фрагмента Західно-Європейської платформи, та моноклінальну частину, що розташована на зах. краї Волино-Подільської монокліналі. Ця товща незгідно перекрита чохлом (1200 м) юрських і крейдових, переважно карбонатних, відкладів. Останні утворюють єдиний структурний поверх для Л.п.п. та Волино-Подільської монокліналі. Серед антропогенових відкладів переважають леси. У рельєфі прогину відповідають Волинська та Подільська височини. З девонськими відкладами Л.п.п. пов’язаний Львівсько-Волинський кам'яновугільний басейн. У цих відкладах виявлено також скупчення природного газу.